# Stazione di Slough
La stazione di Slough è una stazione situata a Slough, nella contea del Berkshire. La stazione si trova lungo la Great Western Main Line e, da qui, si dipana la ferrovia per Windsor & Eton Centrale.

## Movimento
L'impianto è servito dai treni in servizio sulla Elizabeth Line, gestiti da Transport for London, nonché da servizi regionali della società Great Western Railway.